# Lago de Coatepeque
De Coatepeque Caldera (ook bekend als Lago de Coatepeque) (Nahuatl: cōātepēc, "op de slangenheuvel") is een vulkanische caldera in het departement Santa Ana in El Salvador. De vulkaan ligt ongeveer tien kilometer ten zuiden van de stad Santa Ana en is ongeveer 746 meter hoog.
De caldera werd gevormd tijdens een reeks grote rhyolitische explosieve uitbarstingen tussen ongeveer 72.000 en 57.000 jaar geleden. Sindsdien zijn er basalten slakkenkegels en lavastromen gevormd in de buurt van de westelijke rand van de caldera, en er hebben zich zes rhyodacieten lavakoepels gevormd. De jongste koepel, de Cerro Pacho, werd na 8000 v.Chr. gevormd.
De caldera bevindt zich aan het oostelijke uiteinde van de vulkanische bergketen Cordillera de Apaneca. Op ongeveer zes kilometer naar het westen ligt de Santa Ana-vulkaan en de vulkaan Cerro Verde, en op zes kilometer naar het zuidwesten de vulkaan San Marcelino.

## Meer van Coatepeque
Lago de Coatepeque is een groot kratermeer in het oostelijke deel van de Coatepeque Caldera. Het meer ligt in de gemeente Coatepeque. Er zijn warmwaterbronnen in de buurt van de randen van het meer. Met 26 vierkante kilometer is het een van de grootste meren in El Salvador. In het meer ligt het eiland Teopan, een Maya-site die van enig belang was.

## Foto's

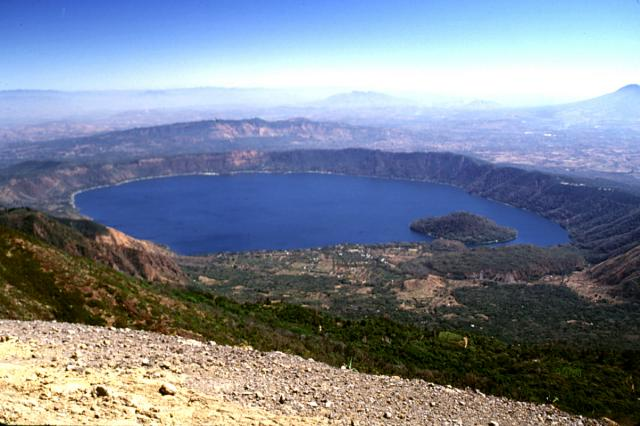
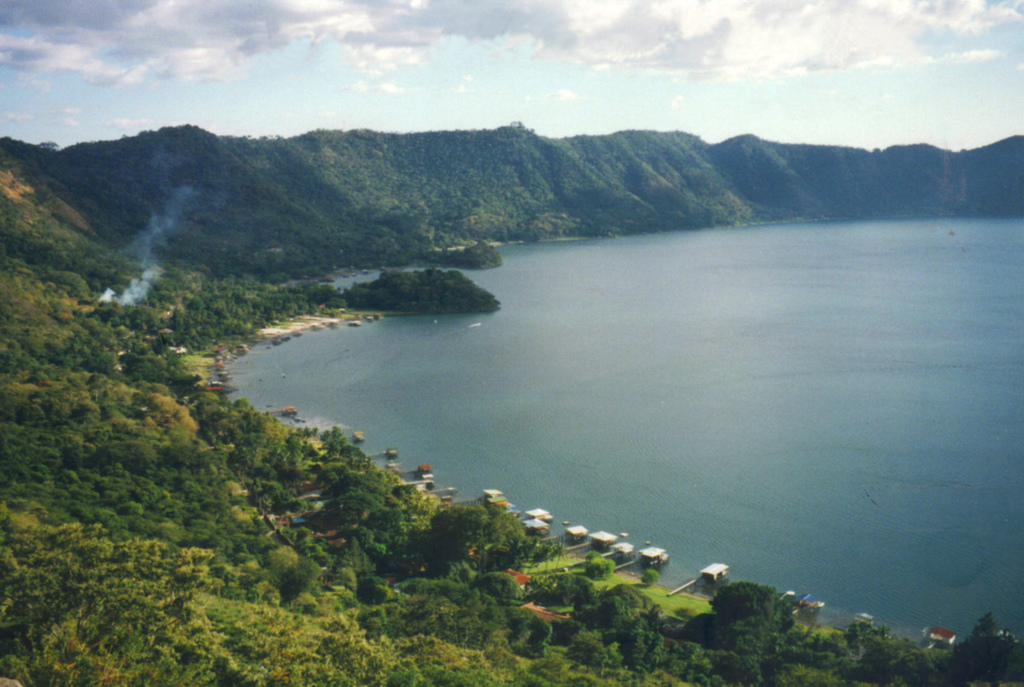
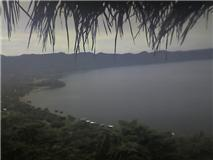
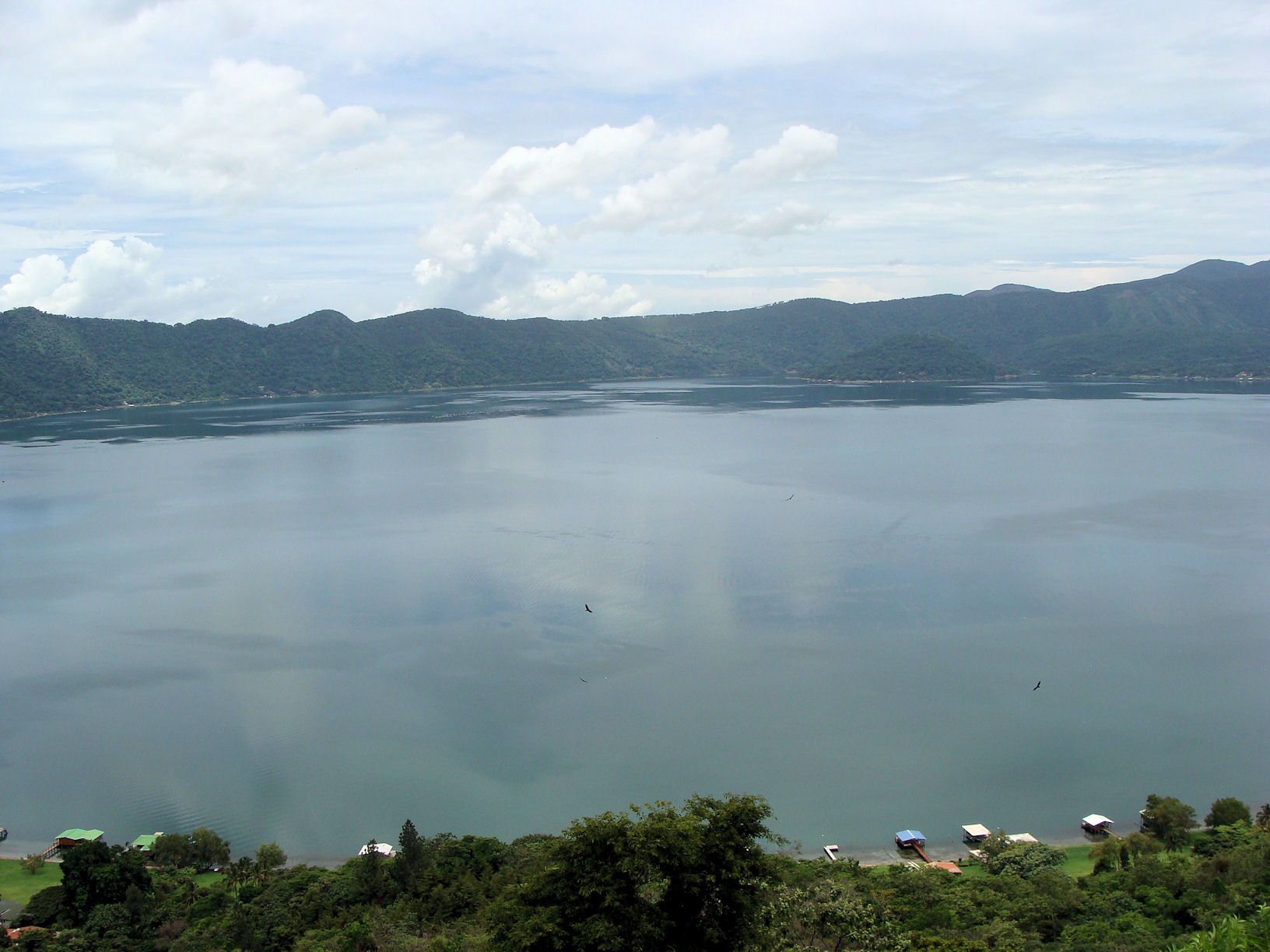
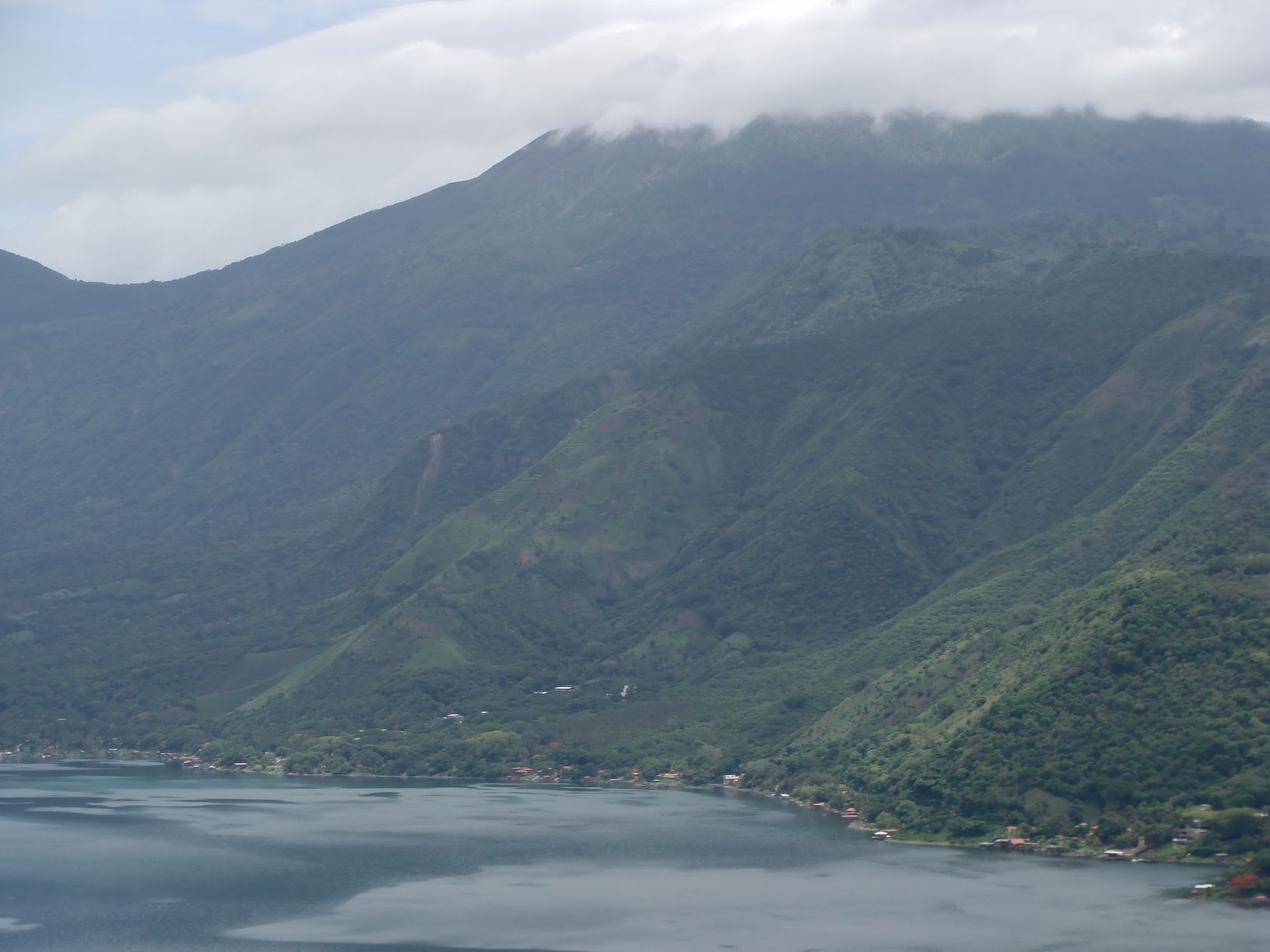